# Hieracium nymphaeatum
Hieracium nymphaeatum es una especie de planta con flor del género Hieracium, de la familia Asteraceae, orden Asterales.

## Distribución
Hieracium nymphaeatum se distribuye por Finlandia y Suecia.

## Taxonomía
Fue descrita científicamente por Dahlst. ex Johanss.